# هرمي دول (سقز)
قرية هرميه دول (بالكردية: ھەرمێ دۆڵ) هي إحدى القرى التابعة لـذو الفقار في ريف قسم سرشيو من مقاطعة سقز، في محافظة كردستان الإيرانية.

## السكان
حسب إحصاءات سنة 2006، بلغ إجمالي السكان في هرميه دول 220 نسمة وعدد المساكن 42 مسكن. لغة سكان هرميه دول هي اللغة الكردية و هم من أهل السنة والجماعة والمذهب الشافعي.